# Бакулин, Мирослав Юрьевич
Миросла́в Ю́рьевич Баку́лин (17 мая 1967, Тобольск — 13 декабря 2020, Тюмень) — российский писатель, поэт, редактор, педагог и философ. Деятель сибирского андеграунда и русской христианской православной культуры в Сибири, переводчик с церковнославянского языка произведений сибирских святых, редактор «Сибирской православной газеты» (1995—2020).

## Биография
Родился в Тобольске, в 1971 г. его семья переехала в Тюмень.
С 1984 по 1989 г. обучался на филологическом факультете Тюменского университета, увлекался чтением западной и российской литературы, фотографией, прослушиванием западной музыки и сибирского панк-рока.
По окончании ВУЗа работал инженером по комплектно-блочному строительству, младшим научным сотрудником лаборатории прикладной этики Института проблем освоения севера, диск-жокеем на музыкальной радиостанции.
В 1989 г. поступил в аспирантуру при кафедре философии Тюменского университета.
С 1990-х гг. преподавал в ТюмГУ философию, русскую литературу и журналистику, также преподавал философию в Тюменской строительной академии, работал матросом-рыбоприемщиком на Тюменском севере, сторожем и школьным учителем в Тюмени, стал редактировать «Сибирскую православную газету», вести передачи о русской православной культуре в Сибири на тюменских региональных телеканалах и радиостанциях, активно писать прозу и стихи.
13 декабря 2020 года скончался в Тюмени после продолжительной болезни.

## Деятельность и творчество
В 2003 г. в Тюмени защитил кандидатскую диссертацию по философии на тему «Иконописное творчество в русской православной культуре».
В диссертации отметил, что иконопись и церковное искусство в целом на период конца XX века в России стали чаще восприниматься как самостоятельное явление культуры, а не как органический язык религии и церкви, и предложил разработанный на основе изучения христианских священных текстов и трудов античных, византийских, западных и российских философов способ восприятия иконы в рамках осмысленной им теоретической модели целостного русского христианского православного мировоззрения.
С 2011 г. активно публиковал писавшиеся с 1990-х гг. рассказы и повести, выдержанные в русле христианской апологетики с сибирским колоритом, в которых сочетались юмористические и экзистенциально-трагические элементы, и стихи на светские и религиозные темы, создавал новые литературные произведения.

Он за весь наш приход на себя какой крест принял! Сидит за компьютером — с диаволом борьбу начал. Мученик! Нам всем за него молиться надо! Зубы грешников (2021). С. 245.

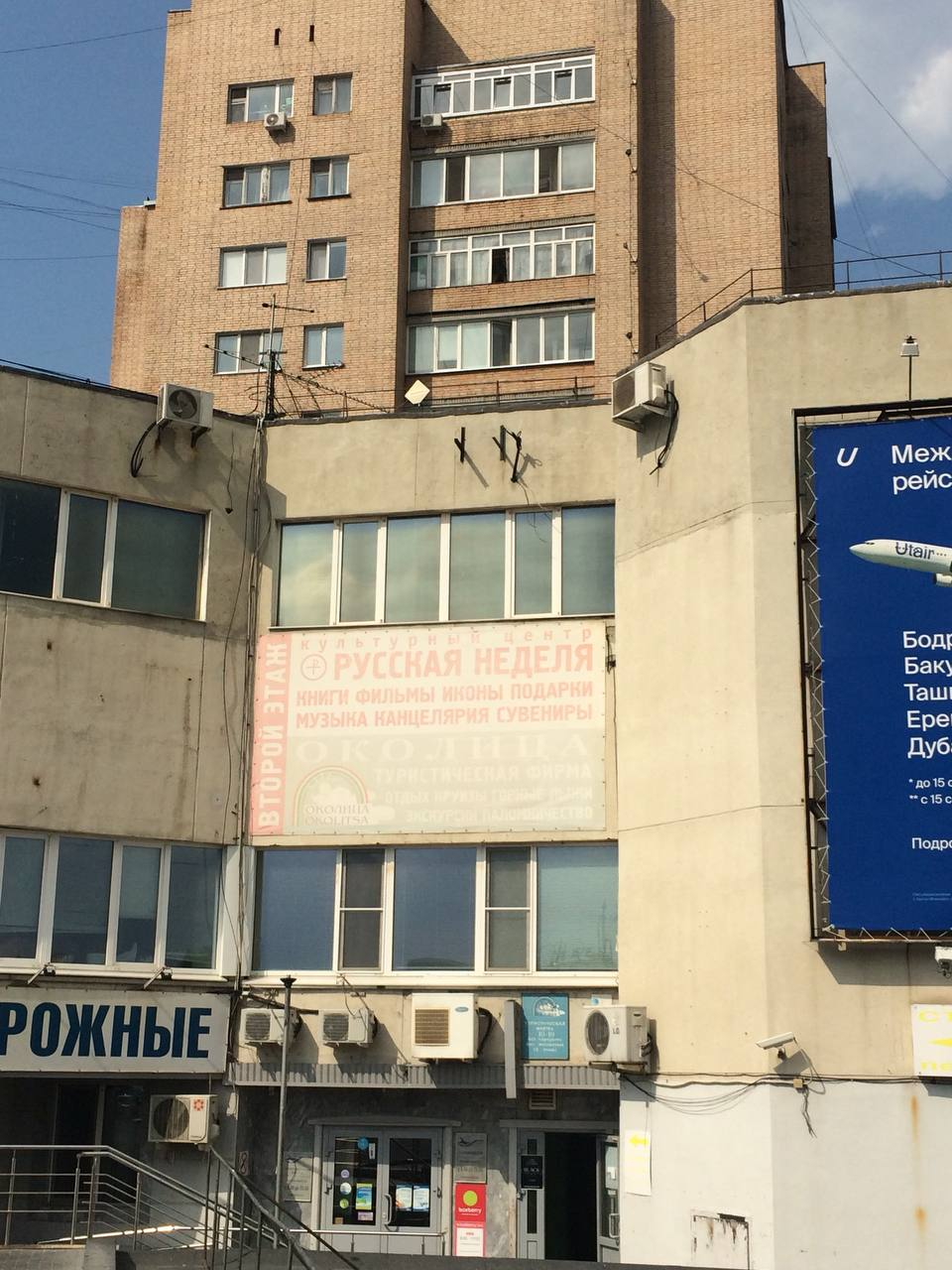
Вывеска культурного центра «Русская неделя» после его закрытия, июль 2023 г.

И неизвестно, что вменит им Господь в молитву. Ведь они родились в России, а это уже подвиг. Зубы грешников (2021). С. 247. 
С 2010-х гг. занимался переводами с церковнославянского на современный русский язык произведений православных святых, действовавших в Сибири. Произведения публиковались красочными иллюстрированными изданиями. Так в 2015 г. был опубликован «Сказ о святом Филофее, Сибирском чудотворце», представляющий собой переложение для детей «Жития Святителя Филофея митрополита Тобольского». Книга была удостоена Х Международой литературной премии им. П. П. Ершова за произведения для детей и юношества. В том же году вышел в свет «Сибирский Лествичник», выполненный в соавторстве с Т. А. Сайфуллиным перевод рукописной книги Филофея, при написании которой он ориентировался на грекоязычный дидактический трактат «Лествица», принадлежащий перу Иоанна Синайского (Лествичника), византийского православного духовного писателя, жившего в VI в. н. э. Книга была удостоена премии «Просвещение через книгу» (2016). В 2017 г., также в соавторстве с Т. А. Сайфуллиным, был переведен «Феатрон», монументальный труд Иоанна Тобольского, одного из наиболее почитаемых в Сибири святых.
В своих выступлениях на телевидении, радио и в интернет-медиа следовал курсу апологии православного христианства в Сибири во все периоды его истории, рассказывал о житиях сибирских святых, в особенности о митрополите сибирском и тобольском Филофее, произведения которого он переводил, о сибирской православной культуре, музыке, литературе, архитектуре, искусстве. Особое внимание уделял иконописи, демонстрируя зрителям иконы из тюменских храмов.
До своей кончины в 2020 г. осуществлял деятельность в рамках культурного центра «Русская неделя», включавшего также одноименные издательство и книжный магазин, располагавшийся около Тюменского ЖД вокзала.
В 2021 г. «Русской неделей» и тюменским «Обществом русской культуры» было осуществлено посмертное переиздание первой опубликованной книги М. Ю. Бакулина, сборника рассказов и стихов «Зубы грешников». Издание, включившее ранее не публиковавшиеся стихи, также было сопровождено рисунками автора. Был дан анонс переиздания более поздних произведений.

## Награды и премии
- Х Международная литературная премия им. П. П. Ершова за произведения для детей и юношества за книгу за книгу «Сказ о святом Филофее, Сибирском чудотворце» (2015).[8]
- Конкурс изданий «Просвещение через книгу» (2016).[5]
- лауреат международной премии "Югра" (2016) в номинации "Публицистика" за книгу «Псалом 50. Наивное толкование» https://tumentoday.ru/2013/02/06/новости-культуры-29/

## Произведения

### Художественные произведения
- Зубы грешников (издание дополненное, со стихами и рисунками автора). — Тюмень, Русская неделя, Общество русской культуры, 2021. — 356 с. — ISBH 978-5-905208-04-1.
- Татарин // Держись, я рядом! Рассказы о нас с тобой. — Печоры, Вольный странник, 2020. — С. 5. — ISBN 978-5-00178-002-1.
- Легко ли быть духовным отцом. — М. Никея, 2020. — 232 с. — ISBN 978-5-907307-21-6.
- Песни птицы. — Тюмень, Русская неделя, 2020. — 196 с. — ISBN 859863.
- Играем свадьбу. Практическое пособие по проведению свадьбы или советы бывалого дружки. — Тюмень, Русская неделя, 2018. — 96 с. — ISBN 978-5-85383-720-1.
- Всякое дыхание. — Тюмень, Русская неделя, 2016. — 408 с. — ISBN 978-5-906028-05-1.
- Петр Иванович. — Тюмень, Русская неделя, 2015. — 224 с. — ISBN 201115-22532.
- Весна в раю. — Тюмень, Русская неделя, 2015. — 360 с.
- Псалом 50. Наивное толкование. — Тюмень, Русская неделя, 2015. — 112 с.
- Полный досвидос. — Тюмень, Русская неделя, 2012. 280 с. — ISBN 978-5-905208-03-4.

### Диссертация
- Иконописное творчество в русской православной культуре. Авт. дисс. … канд. филос. наук. — Тюмень, ТюмГУ, 2003. — 28 с.

### Переводы с церковнославянского языка
- Сказ о святом Филофее, Сибирском чудотворце. — Тюмень, Русская неделя, 2015. — 40 с. — ISBN 978-5-7688-1041-2.
- Сибирский Лествичник. — Тюмень, Русская неделя, 2015. — 560 с. — ISBN 78-5-9288-0296-7.
- Святитель Иоанн Тобольский: Феатрон. — Тюмень, Русская неделя, 2017. — 856 с. — ISBN 978-5-88-68-7233-0.